# Чемпіонат світу з футболу 1950 (фінальний раунд)
Фінальний раунд чемпіонату світу з футболу 1950 — груповий турнір, в якому визначався розподіл призових місць світової футбольної першості 1950 року, включаючи визначення чемпіона світу. Відбувався з 9 по 16 липня 1950 року і вінчав тогорічний чемпіонат світу у Бразилії, який став єдиним, титул переможця на якому розігрувався не в окремій фінальній грі, а за результатами фінального раунду.
Учасниками раунду були чотири команди-переможці своїх груп на першому етапі турніру, якими стали збірні Бразилії, Іспанії, Швеції і Уругваю.
Попри груповий формат турніру, його кульмінацією стала остання гра між господарями-бразильцями і збірною Уругваю, яка фактично стала фінальним матчем чемпіонату світу, адже саме її учасники в очному двобої розігрували титул чемпіонів світу, з тією лише різницею, що для його здобуття збірній Бразилії було достатньо навіть нічиєї. Попри це, а також підтримку домашніх трибун і загальний статус фаворита протистояння, Бразилія зазнала поразки з рахунком 1:2, і, відповідно, другий у своїй історії титул чемпіонів світу завоювала збірна Уругваю.

## Учасники
Учасниками фінального раунду були команди-переможці змагань у кожній з чотирьох груп першого етапу турніру.
| Група | Переможець |
| ----- | ---------- |
| 1     | Бразилія   |
| 2     | Іспанія    |
| 3     | Швеція     |
| 4     | Уругвай    |

## Турнірне становище
| Поз | Команда  | І | В | Н | П | ГЗ | ГП | РГ  | О | Підсумок |
| --- | -------- | - | - | - | - | -- | -- | --- | - | -------- |
| 1   | Уругвай  | 3 | 2 | 1 | 0 | 7  | 5  | +2  | 5 | чемпіони |
| 2   | Бразилія | 3 | 2 | 0 | 1 | 14 | 4  | +10 | 4 |          |
| 3   | Швеція   | 3 | 1 | 0 | 2 | 6  | 11 | −5  | 2 |          |
| 4   | Іспанія  | 3 | 0 | 1 | 2 | 4  | 11 | −7  | 1 |          |

## Матчі

### Уругвай — Іспанія
| 9 липня 1950 15:00 BRT (UTC−3) |

| Уругвай              | 2–2      | Іспанія         |
| -------------------- | -------- | --------------- |
| Гіджа 29' Варела 73' | Протокол | Басора 37', 39' |

| Муніципальний стадіон Паулу Машаду ді Карвалью, Сан-Паулу Глядачів: 44 802 Арбітр: Бенджамін Гріффітс (Уельс) |

### Бразилія — Швеція
| 9 липня 1950 15:00 BRT (UTC−3) |

| Бразилія                                           | 7–1      | Швеція               |
| -------------------------------------------------- | -------- | -------------------- |
| Адемір 17', 36', 52', 58' Чико 39', 88' Манека 85' | Протокол | Андерссон 67' (пен.) |

| Маракана, Ріо-де-Жанейро Глядачів: 138 886 Арбітр: Артур Елліс (Англія) |

### Бразилія — Іспанія
| 13 липня 1950 15:00 BRT (UTC−3) |

| Бразилія                                                     | 6–1      | Іспанія  |
| ------------------------------------------------------------ | -------- | -------- |
| Парра 15' (аг) Жаїр 21' Чико 31', 55' Адемір 57' Зізінью 67' | Протокол | Ігоа 71' |

| Маракана, Ріо-де-Жанейро Глядачів: 152 772 Арбітр: Реджинальд Ліф (Англія) |

### Уругвай — Швеція
| 13 липня 1950 15:00 BRT (UTC−3) |

| Уругвай                  | 3–2      | Швеція                   |
| ------------------------ | -------- | ------------------------ |
| Гіджа 39' Мігес 77', 85' | Протокол | Пальмер 5' Сундквіст 40' |

| Муніципальний стадіон Паулу Машаду ді Карвалью, Сан-Паулу Глядачів: 7 987 Арбітр: Джованні Галеаті (Італія) |

### Швеція — Іспанія
| 16 липня 1950 15:00 BRT (UTC−3) |

| Швеція                                 | 3–1      | Іспанія          |
| -------------------------------------- | -------- | ---------------- |
| Сундквіст 15' Мельберг 33' Пальмер 80' | Протокол | Тельмо Сарра 82' |

| Муніципальний стадіон Паулу Машаду ді Карвалью, Сан-Паулу Глядачів: 11 227 Арбітр: Карел ван дер Мер (Нідерланди) |

### Уругвай — Бразилія
| 16 липня 1950 15:00 (UTC−3) |

| Уругвай                 | 2—1      | Бразилія    |
| ----------------------- | -------- | ----------- |
| Скьяффіно 66' Гіджа 79' | Протокол | 47' Фріанса |

| Маракана, Ріо-де-Жанейро Глядачів: 199,854 Арбітр: Джордж Рідер (Англія) |

| Уругвай | Бразилія |

| ВР                 |  | Роке Масполі            |
| ЗХ                 |  | Матіас Гонсалес         |
| ЗХ                 |  | Віктор Родрігес Андраде |
| ЗХ                 |  | Еусебіо Техера          |
| ПЗ                 |  | Шуберт Гамбетта         |
| ПЗ                 |  | Хуліо Перес             |
| ПЗ                 |  | Обдуліо Варела (к)      |
| ПЗ                 |  | Алсідес Гіджа           |
| ПЗ                 |  | Рубен Моран             |
| НП                 |  | Хуан Альберто Скьяффіно |
| НП                 |  | Оскар Мігес             |
| Тренер:            |  |                         |
| Хуан Лопес Фонтана |  |                         |

| ВР           |  | Моасір Барбоза    |
| ЗХ           |  | Аугусто (к)       |
| ЗХ           |  | Жувенал           |
| ЗХ           |  | Бігоде            |
| ЗХ           |  | Жозе Карлос Бауер |
| ЗХ           |  | Даніло            |
| ПЗ           |  | Зізінью           |
| ПЗ           |  | Жаїр              |
| НП           |  | Фріанса           |
| НП           |  | Адемір            |
| НП           |  | Чіко              |
| Тренер:      |  |                   |
| Флавіо Коста |  |                   |